# Дарьяльский, Владимир Алексеевич
Владимир Алексеевич Дарьяльский (13 января 1912, Демянск, Новгородская губерния, Российская империя — 27 ноября 1999, Днепропетровск, Украина) — советский инженер-металлург, профессор (1961), организатор производства, науки и высшего образования. Один из основателей цветной металлургии СССР. Ректор Красноярского института цветных металлов (1962—1974). Лауреат Сталинской премии (1951).

## Биография
Родился 13 января 1912 года в крестьянской семье в уездном городе Демянск Новгородской губернии. Помимо Владимира в семье воспитывались две сестры и брат.
Окончив школу, в 1930 году уехал в Ленинград, где планировал поступить в институт, но не успел вовремя подать документы. Оставшись в Ленинграде, четыре года проработал препатором-шлифовщиком в Геологическом институте, куда был направлен комитетом ВЛКСМ.
В 1934 году поступил на факультет цветных и благородных металлов Ленинградского горного института, который окончил с отличием через пять лет.
В 1939 году был направлен на работу на мончегорский комбинат «Североникель», где уже через год стал начальником цеха электроплавки кобальта. На этом посту отметился внедрением восстановительного процесса в печах Грамолина. С началом Великой Отечественной войны комбинат вместе с демонтированным оборудованием и коллективом рабочих цехов был эвакуирован в Норильск.
В декабре 1941 года Дарьяльский был назначен начальником обжигового цеха Малого металлургического завода Норильского горно-металлургического комбината, а в 1943 году стал начальником этого завода.
В 1945—1952 годах — начальник кобальтового завода Норильского горно-металлургического комбината. На этом посту внёс большой вклад в развитие производства кобальта в СССР. Уже в январе 1946 года был получен первый норильский кобальт, который отличался высоким качеством, а технология и уровень производства постоянно улучшалась. В 1951 году за разработку и внедрение в промышленность нового метода получения металла удостоен Сталинской премии 3-й степени.
В 1952 году Дарьяльский получил назначение на должность главного металлурга Норильского горно-металлургического комбината, а в 1953 году переведён на должность главного инженера комбината. С 1958 года — заместитель главного инженера и начальник научно-технического отдела комбината. На этой должности способствовал созданию фонда описаний изобретений в научно-технической библиотеке комбината, инициировал замену устаревшего оборудования. Был главным редактором научно-технического бюллетеня, выпускавшегося на комбинате.
В 1962—1974 годах — ректор Красноярского института цветных металлов. Под его руководством институт превратился в один из крупнейших вузов Сибири, а его коллектив за заслуги в подготовке инженерных кадров и развитии научных исследований в 1970 году был удостоен «Ордена Трудового Красного Знамени».
Умер 27 ноября 1999 года в Днепропетровске, на руках у жены своего сына. Похоронен на Краснопольском кладбище Днепропетровска.

## Общественно-политическая деятельность
Состоял в КПСС. Был депутатом Таймырского окружного Совета и Норильского городского Совета, а также членом Президиума Таймырского окружкома профсоюза. 

## Семья
Супруга Екатерина Петровна, умерла в 2000 году. Сын, двое внуков. 